# المصرع (الرجم)

تعديل مصدري - تعديل

المصرع هي إحدى قرى عزلة بني الغذيفي بمديرية الرجم التابعة لمحافظة المحويت، بلغ تعداد سكانها 80 نسمة حسب تعداد اليمن لعام 2004.